# 1037 (numero)
Milletrentasette (1037) è il numero naturale dopo il 1036 e prima del 1038.

## Proprietà matematiche
- È un numero dispari.
- È un numero composto da 4 divisori: 1, 17, 61, 1037. Poiché la somma dei suoi divisori (escluso il numero stesso) è 79 < 1037, è un numero difettivo.
- È un numero semiprimo.
- È un numero di Ulam.
- È un numero congruente.
- È un numero intero privo di quadrati.
- È un numero nontotiente in quanto dispari e diverso da 1.
- È un numero malvagio.
- È parte delle terne pitagoriche  (187, 1020, 1037), (315, 988, 1037), (488, 915, 1037), (645, 812, 1037), (1037, 1716, 2005), (1037, 8784, 8845), (1037, 31620, 31637), (1037, 537684, 537685).

## Astronomia
- 1037 Davidweilla è un asteroide della fascia principale del sistema solare.

## Astronautica
- Cosmos 1037 è un satellite artificiale russo.